# Piedra de Goa
Una piedra de Goa es un bezoar artificial que se considera que tiene propiedades medicinales y talismánicas.  Las piedras de Goa fueron fabricadas por los jesuitas a fines del siglo XVII en Goa, India, porque los bezoares naturales eran escasos. Su inventor fue el hermano lego florentino Gaspar Antonio, y fue confirmado como un monopolio jesuita por los portugueses el 6 de marzo de 1691.  Estas piedras fueron creadas combinando materiales orgánicos e inorgánicos que incluyen pelo, conchas, colmillos, resina y gemas trituradas, y luego dándole la forma a los materiales en una bola y dorada. Como piedras de bezoar, las piedras de Goa fueron pensadas para prevenir enfermedades y curar el envenenamiento.
Podían administrarse rascando trozos pequeños en una bebida potable como agua, té o vino.
Las piedras de Goa se guardaron en cajas doradas con oro adornado o en oro sólido, ya que se creía que mejoraban las propiedades medicinales de las piedras. Las cajas generalmente presentaban una red realizada en filigrana, ocasionalmente adornada con decoración de animales, incluyendo monos, unicornios, perros y loros.